# Doce Héroes Locales
Los Doce Héroes Locales (en inglés: Twelve Local Heroes) es una serie de bustos de bronce situados en el centro de la ciudad de Christchurch, Nueva Zelanda.

## Características
Las obras se encuentran en el bulevar de Worcester en las afueras de la Casa de Cultura realizadas para conmemorar a doce personas locales de Christchurch que fueron sobresalientes en sus respectivos campos en la última parte del siglo XX.
La creación de las esculturas conmemorativas fue impulsada por la fundación benéfica Doce Héroes Locales. El proyecto había sido preparado cuatro años antes de que los bustos de bronce fueran dados a conocer el 18 de marzo de 2009. La obra fue producida por el escultor Mark Whyte.
Las doce personas escogidas son Don Beaven, Frank Dickson, Richard Hadlee, Diana Isaac, Elsie Locke, Charles Luney, Margaret Mahy, Tipene O'Regan, Robertson Stewart, Bill Sutton, Angus Tait y Miles Warren.